# Мирза, Шахзад
Шахзад Мирза (24 июня 1952 — 24 января 2021) — пакистанский шахматист, международный мастер (1985), тренер.
Чемпион Пакистана 1980 и 1997 гг.
В составе сборной Пакистана участник девяти шахматных олимпиад (1980—1992, 2004, 2014 гг.) и трёх командных чемпионатов Азии (1983, 1987, 1989 гг.).
Согласно профилю на сайте ФИДЕ, на момент смерти Ш. Мирза не входил в число активных пакистанских шахматистов, имел рейтинг 2251 пункт и занимал 10-ю позицию в национальном рейтинг-листе.

## Изменения рейтинга
| Графики недоступны из-за технических проблем. См. информацию на Фабрикаторе и на mediawiki.org. |